# Linia Zielenałużskaja
Linia Zielenałużskaja albo Linia Zialony Łuh (pol. linia Zielona łąka, biał. Зялёналуская лінія albo лінія Зялёны луг) – linia w metrze w Mińsku. Linia otwarta 6 listopada (7 listopada dla pasażerów) 2020 roku.

## Lista stacji
| Stacja                             | Status           |
| ---------------------------------- | ---------------- |
| «Łahojskaja»                       | w perspektywie   |
| «Zialiony Łuh»                     | w perspektywie   |
| «Iwana Mieleźa»                    | w perspektywie   |
| «Park Druźby Narodau»              | w planie         |
| «Kamarouskaja»                     | w planie         |
| «Piarespa»                         | w planie         |
| «Prafsajuznaja»                    | w planie         |
| «Jubilejnaja płoszcza»             | 6 listopada 2020 |
| «Płoszcza Franciszka Bahuszewicza» | 6 listopada 2020 |
| «Wakzalnaja»                       | 6 listopada 2020 |
| «Kawalskaja Słabada»               | 6 listopada 2020 |
| «Aeradromnaja»                     | 30 grudnia 2024  |
| «Niemorszanski sad»                | 30 grudnia 2024  |
| «Słucki hasciniec»                 | 30 grudnia 2024  |